# انبار قدیمی گمرک باجگیران
انبار قدیمی گمرک باجگیران مربوط به پهلوی اول است و در شهرستان قوچان، انتهای شرق شهر باجگیران واقع شده و این اثر در تاریخ ۱۵ آبان ۱۳۸۵ با شمارهٔ ثبت ۱۳۶۶۹ به‌عنوان یکی از آثار ملی ایران به ثبت رسیده است.